# 遊澤亮
 遊澤 亮（ゆざわ りょう、1976年10月7日 - ）は、東京都立川市出身の卓球選手。明治大学を経て、実業団の東京アートに選手及び選手兼任監督として所属していた。
異質速攻型のサウスポーで、堅いバックハンドのブロックを得意とする。明治大学時代、関東学生リーグ戦で32勝0敗（30勝はストレート勝ち）の記録を残した。卒業後は東京アートへ所属。大森隆弘や韓陽とともに、日本卓球リーグに新規参加した東京アート初期における主力選手の一人であった。
1996年アトランタオリンピック・男子ダブルス（ペア・田崎俊雄）、2004年アテネオリンピック・男子シングルス・男子ダブルス（ペア・新井周）と2回のオリンピックに出場している。
また、松下浩二によるとアトランタオリンピックに出場した卓球日本代表の中で一番動体視力が良い測定が出たという。
2009年頃から日本卓球リーグでの試合出場が減少。翌2010年には後任の大森隆弘が東京アートの監督に就任。その後、ITS三鷹卓球クラブのコーチに就任。

## 主な戦績
- 1996年～1998年 全日本学生卓球選手権　男子シングルス　優勝
- 1998年 アジア競技大会 男子団体・混合ダブルス（岡崎恵子と）　銅メダル
  - 団体準決勝ではアトランタオリンピックチャンピオンの劉国梁を破った。
- 2003年・2007年 全日本社会人卓球選手権　男子シングルス　優勝

## DVD
- 卓球ノウハウDVD「遊澤亮の驚異の卓球上達法」（株式会社Catch the Web 2010年10月）